# Димитровградское шоссе

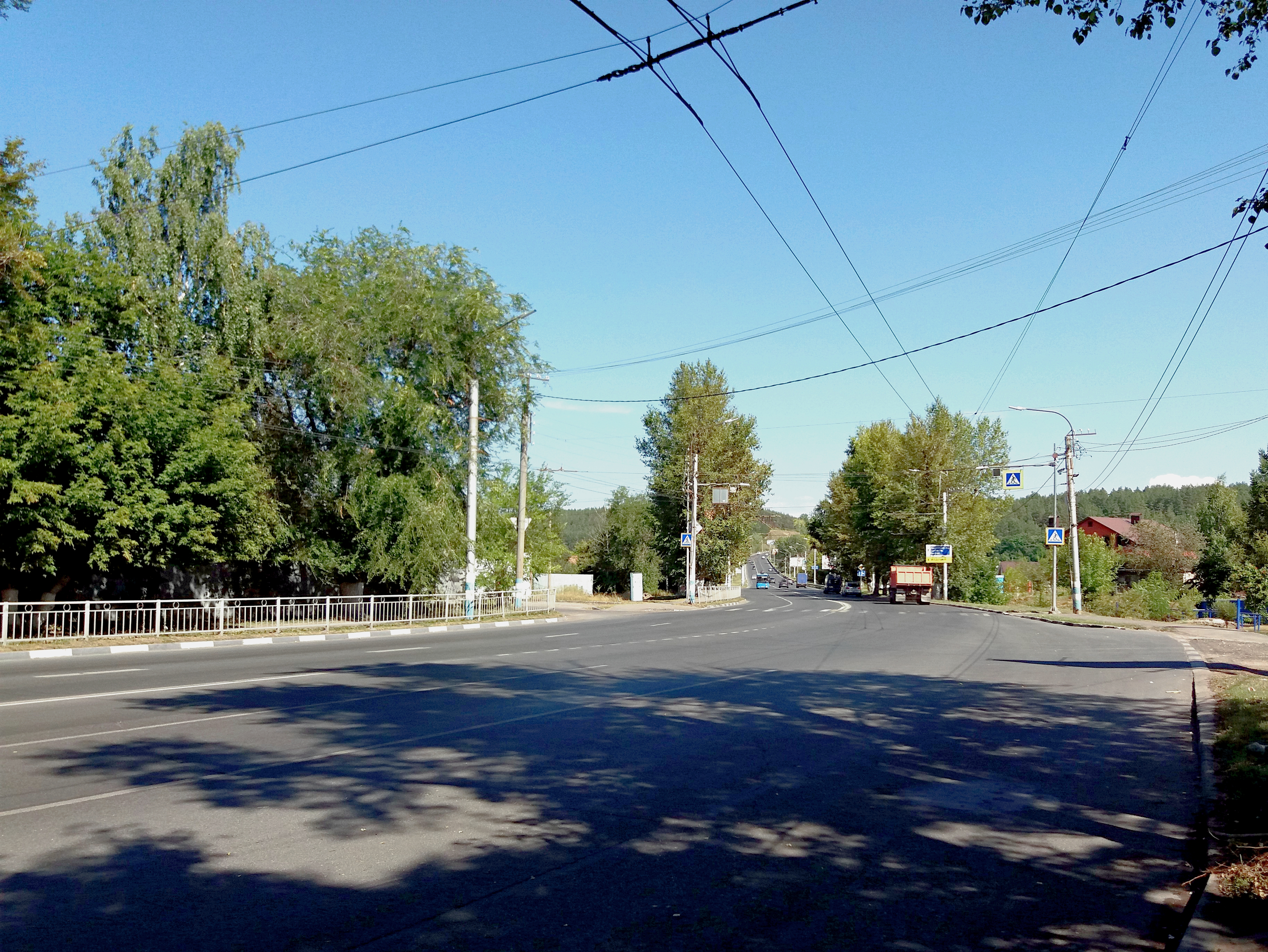
Димитровградское шоссе в сторону Майской горы.

Димитровградское шоссе — крупнейшая улица Ульяновска. Расположена в Заволжском районе. Тянется с северо-востока на юго-запад, от трассы 73Р—178 «Ульяновск — Димитровград» (отчего и получила своё название) на северо-востоке до Императорского моста через Волгу на юго-западе, огибая весь Заволжский район. Проходит по окраине района, параллельно железной дороге. Представляет собой наиболее длинную улицу города. К северо-востоку от шоссе расположена крупная промзона «Заволжье».

## История

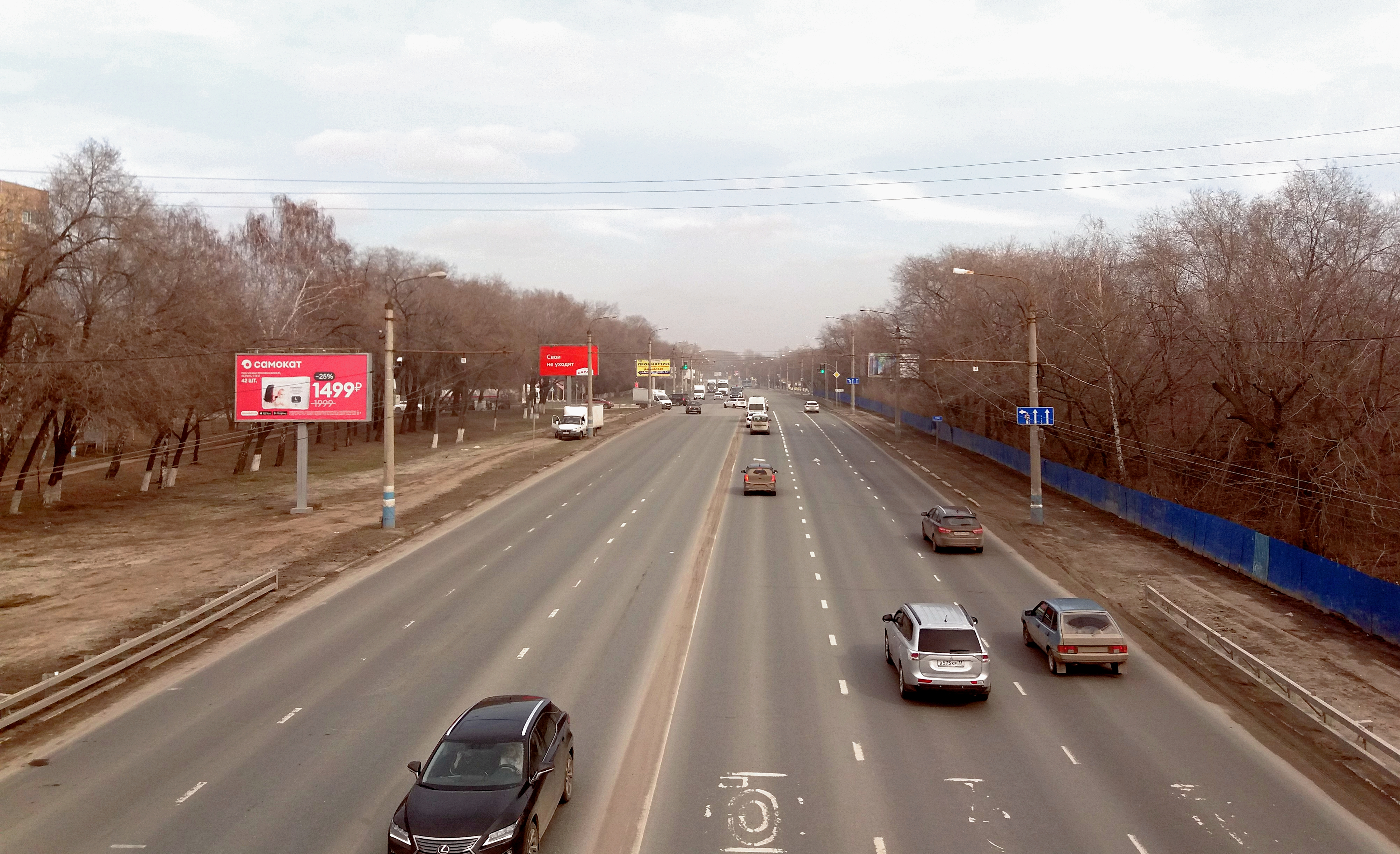
Димитровградское шоссе.

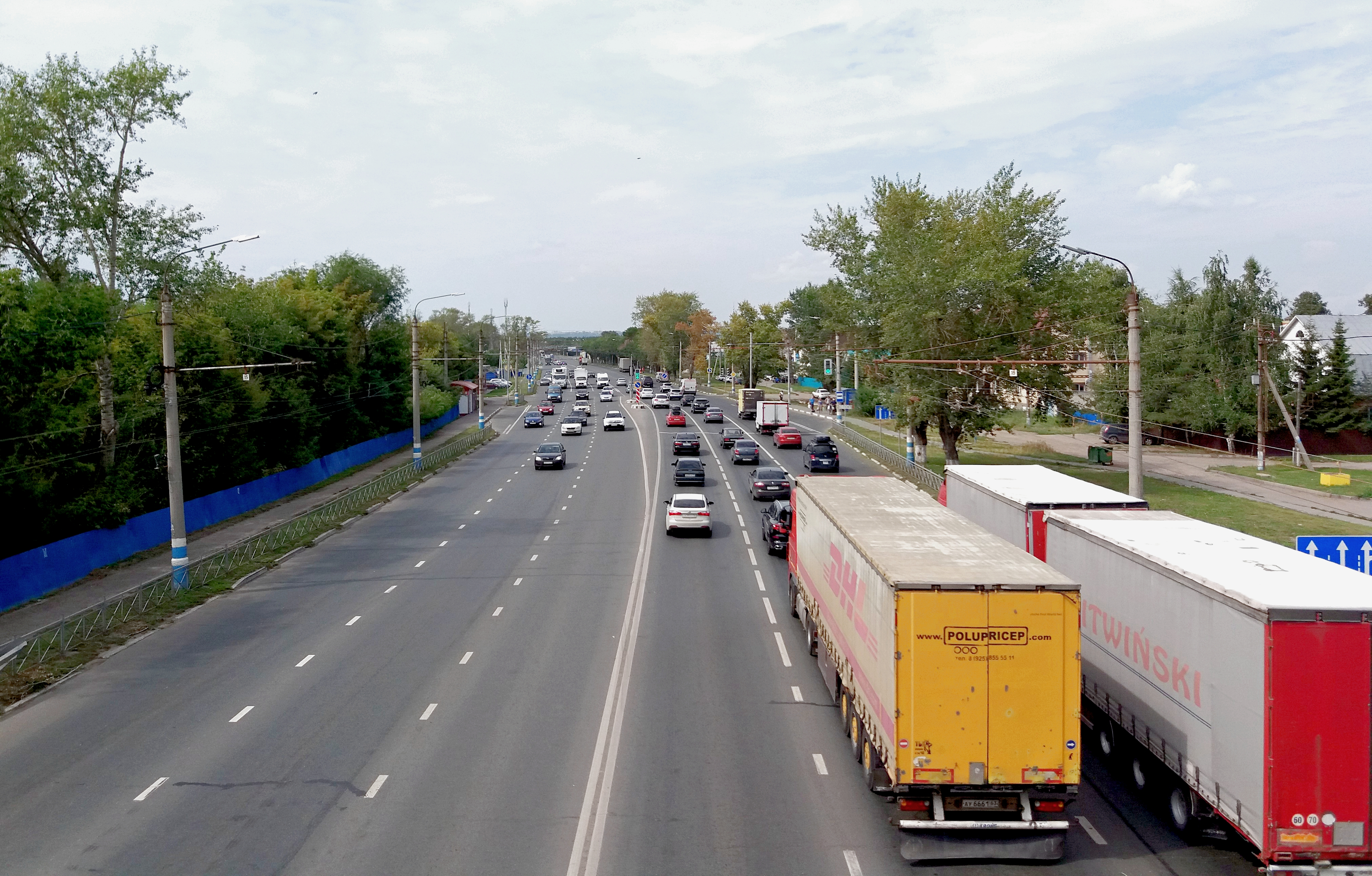
Димитровградское шоссе.

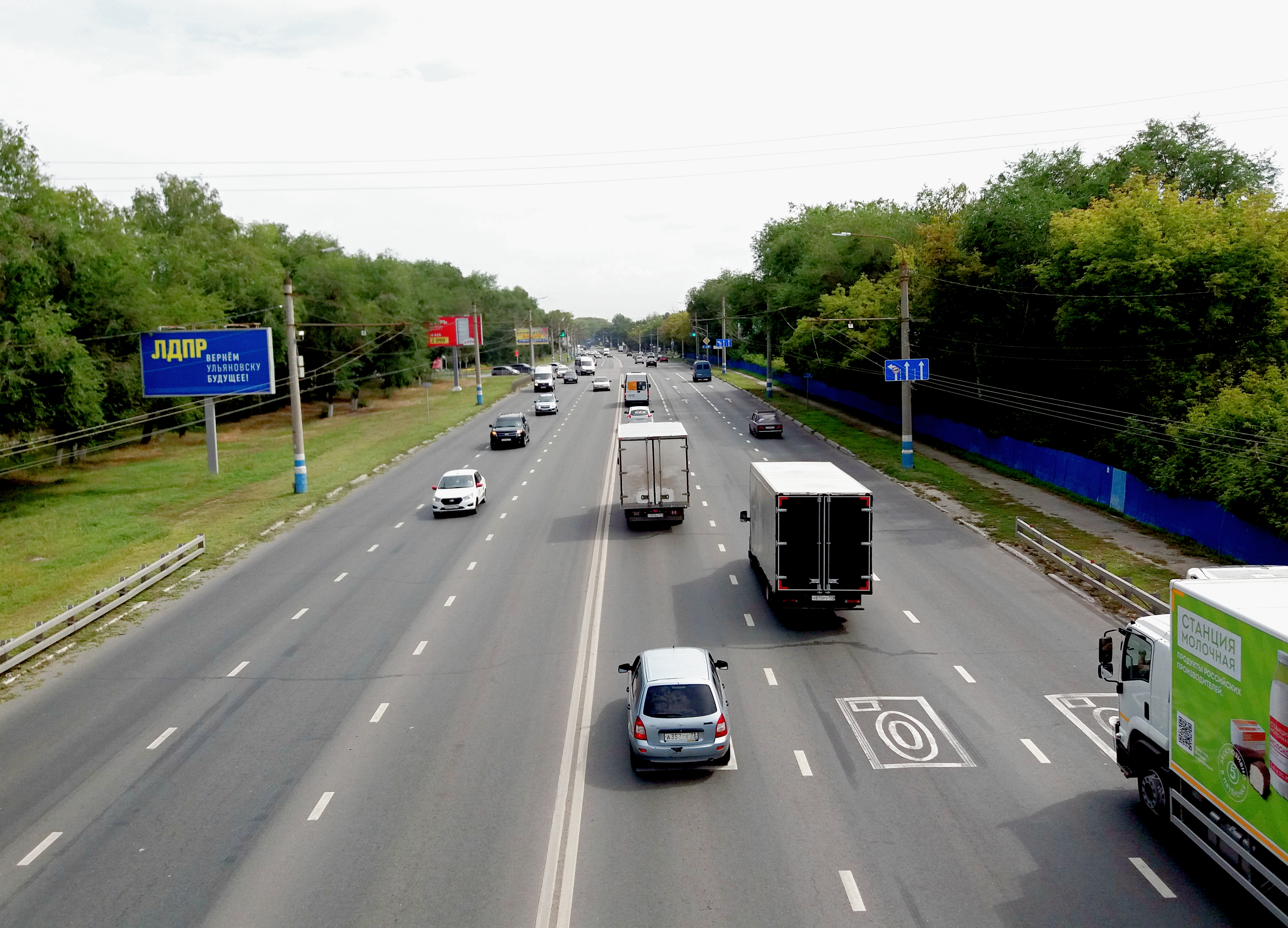
Димитровградское шоссе (Верхняя Терраса).

Димитровградское шоссе (до 1972 г. — Мелекесское шоссе) было построено в 1955 году к открытию автомобильного моста через Волгу (пристроен к Императорскому мосту). До постройки шоссе здесь проходил Оренбургский почтовый и этапный тракт (дорога) шедшая от пристани слободы Нижняя Часовня в г. Оренбург.                                                                                                                                                                                                                                                                                                                                                                                                                                                                                                                                                                                                                                                                                                                                    
Застройка улицы начиналась в послевоенное время и окончательно сформировалась к первой половине 1980-х годов, когда начал свою работу Ульяновский авиационно-промышленный комплекс (ныне завод Авиастар-СП).                                                                                                                                                                                                                                                                                                                                                                                                                                                                                                                                                        

Начало Димитровградского шоссе.

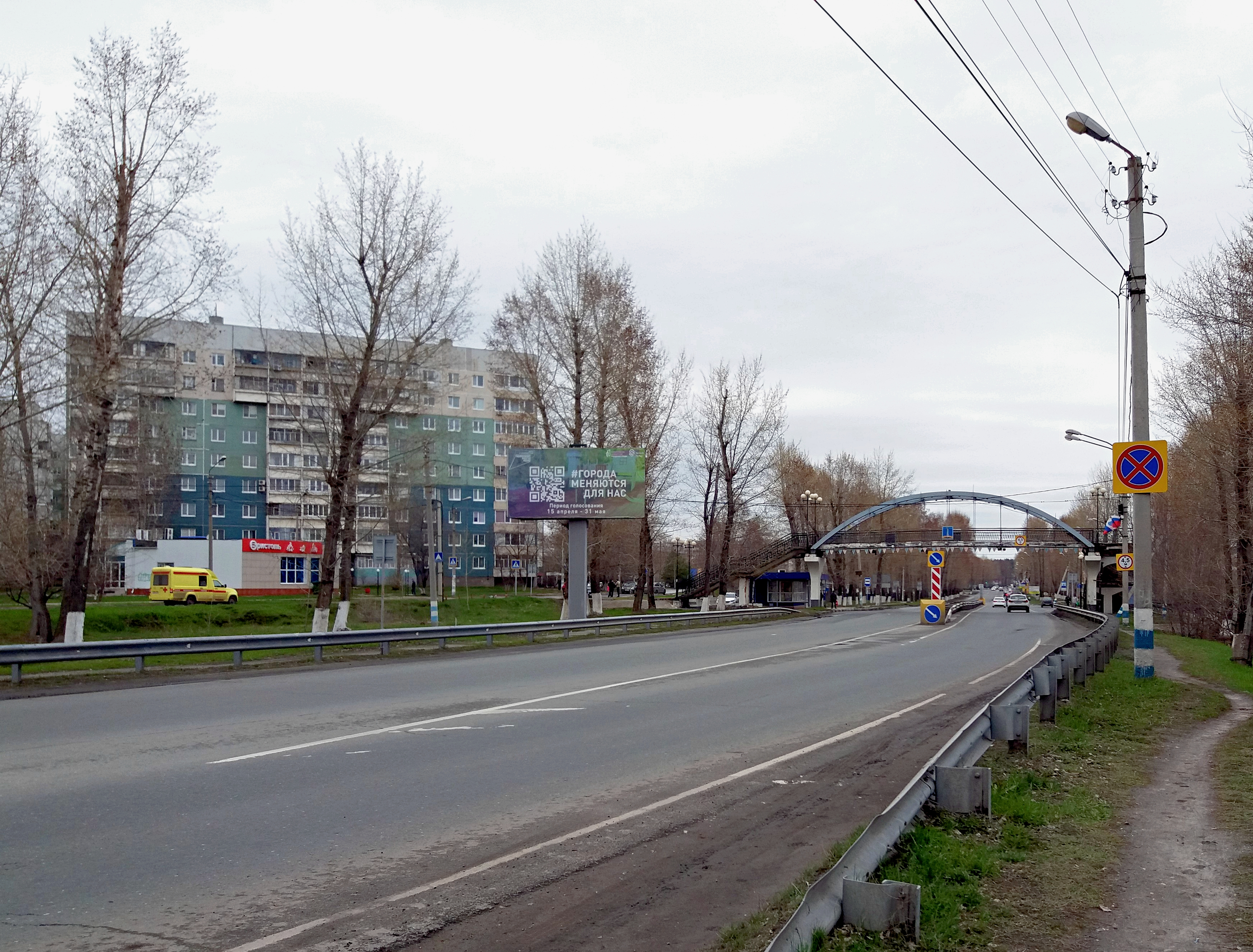
Димитровградское шоссе.

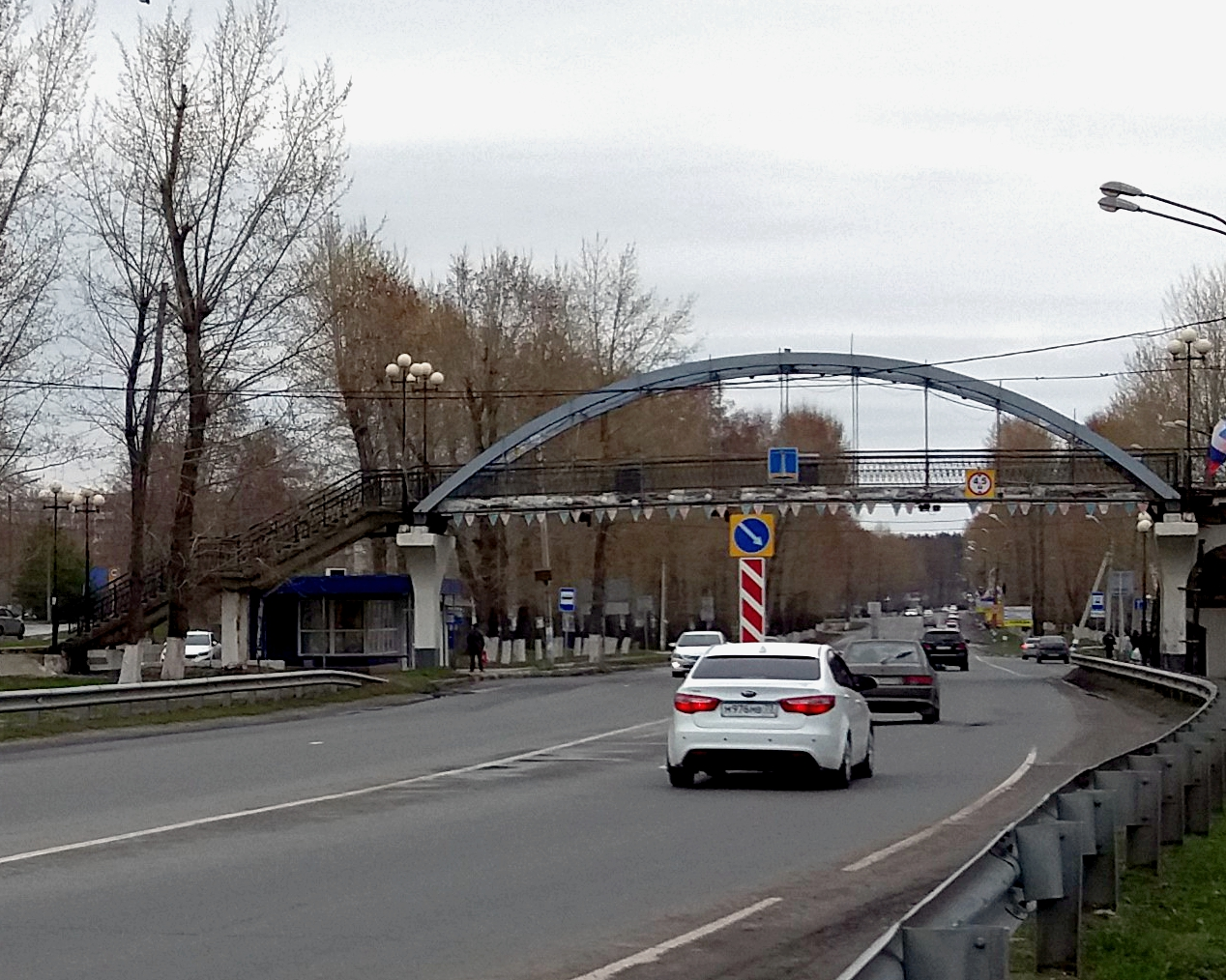
Надземный переход Димитровградское шоссе.

В 1974 году шоссе было расширено: был проложен новый участок шоссе, минуя грузовую «восьмёрку» Майской горы, были построены: коллектор для речки Карасёвка, путепровод через ж/д пути, открылось троллейбусное движение, сначала до ж/д станции «Верхняя Терраса» (1974), а затем и до Нижней Террасы (1976).                                                                                                                                                                                                                                                                                                                                                                                                                                                                                                                                              

Памятник «Подвигам шофёров всех поколений».

К открытию Президентского моста (2009), шоссе было расширено, сделана транспортная развязка, построены надземные пешеходные переходы (на Нижней Террасе (30.12.2007) и на Верхней Террасе (2021).                                                                                                                                                                                                                                                                                                                                                                                                        

## Пересекает улицы
- Станционная улица
- улица 1 Мая
- улица Свердлова

## Примыкают улицы

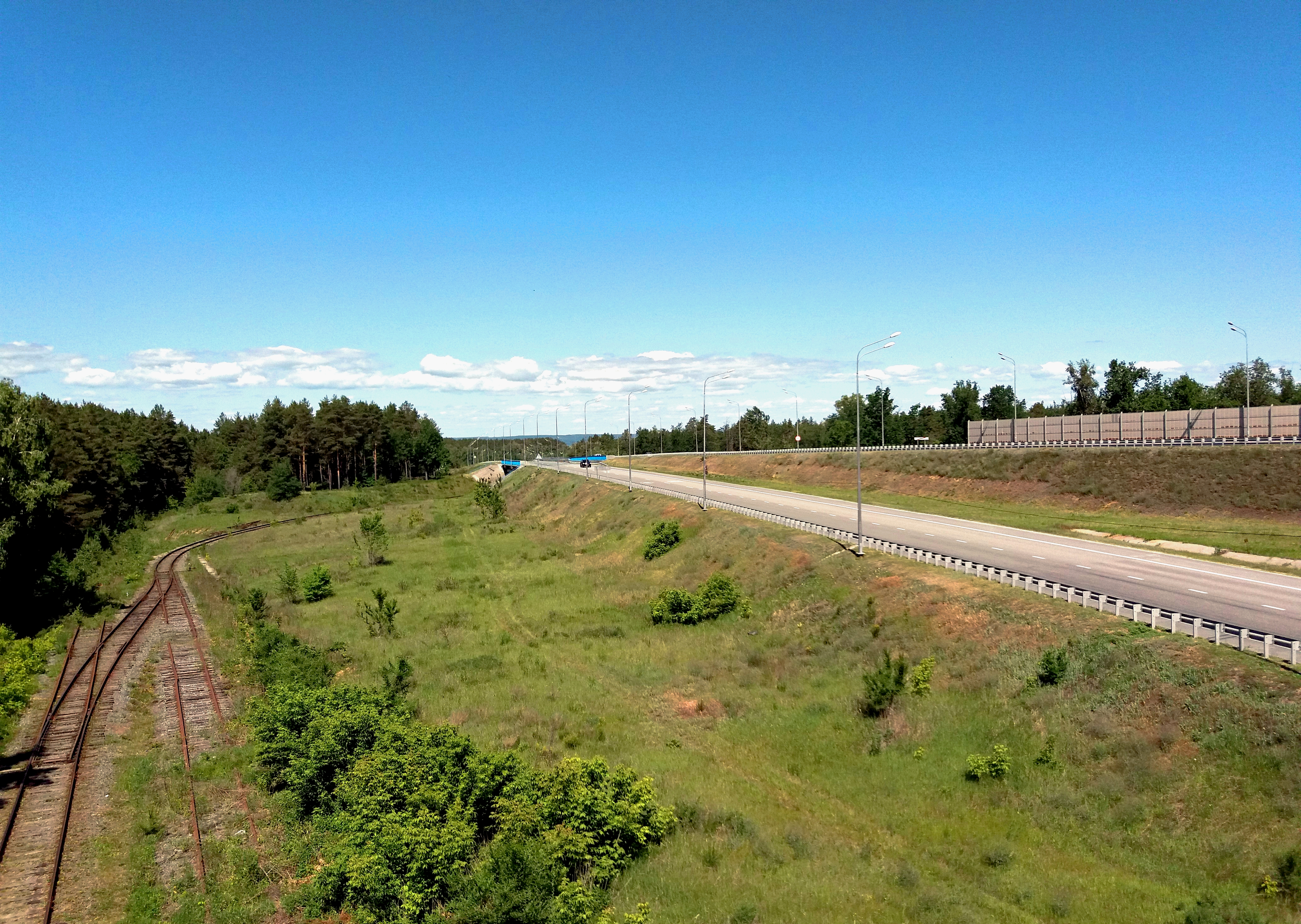
Подъезд к Президентскому мосту с Димитровградского шоссе.

- 48-й Инженерный проезд
- 44-й Инженерный проезд
- 40-й Инженерный проезд
- 34-й Инженерный проезд
- 2-й Инженерный проезд
- Мелекесская улица
- Волжская улица
- улица Победы
- улица Жуковского
- улица 9 Мая.
- улица 40 лет Октября
- улица Димитрова
- Привокзальная улица
- улица Гусева
- улица Тихая
- улица Новая

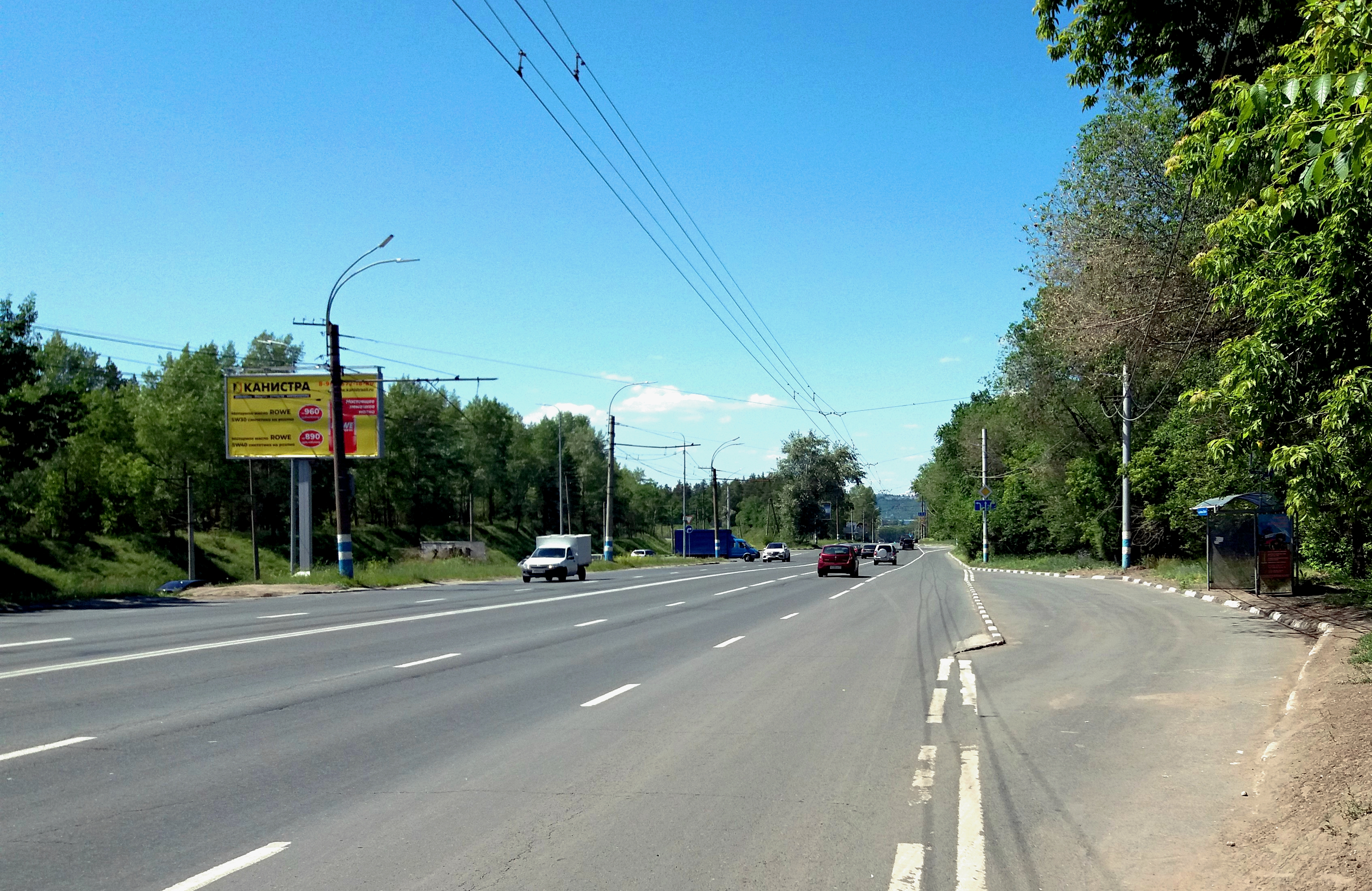
Развилка на Димитровградском шоссе в сторону Нижней Террасы.

- Подъезд к Президентскому мосту с Димитровградского шоссе.Развилка на Димитровградском шоссе в сторону Нижней Террасы.подъезд к Президентскому мосту через Волгу с путепроводом
- улица Калинина
- улица Шофёров
- Заводской проезд
- переулок 1 Мая
- проезд к Заволжскому кладбищу
- улица Академика Павлова
- трасса Р-241

## Предприятия и организации
- завод DMG Mori
- завод «Немак Рус».
- ООО «Симбирск-Картон»
- ООО «Промстарс»
- завод Mars
- Ульяновск-Скан (дилер Scania)
- завод «КирпичСтрой»
- ООО «ДверьПром»
- мебельная фабрика «Элегантный стиль»
- Заволжское ППЖТ
- Автосалон «Премьера»
- Заволжский (разъезд)

## Здания
- Отель «Best»
- Мечеть «Мубарак»
- Ж/д вокзал «Верхняя Терраса»
- Междугородняя автостанция «Заволжье»
- Торговый дом «На Садовой»
- Часовня Спаса Нерукотворного Образа на Димитровградском шоссе[4]

## Транспорт
Ходят автобусы (маршруты 30, 35, 46), троллейбусы (маршруты 2, 12, 14 и 15) и маршрутные такси (8 маршрутов). В той части шоссе, которая примыкает к Императорскому мосту через Волгу, бывают транспортные заторы из желающих попасть на другой берег. Почти все маршруты, соединяющие правобережье Ульяновска с левобережьем проходят по шоссе. На шоссе находятся междугородняя автостанция «Заволжье» и железнодорожный вокзал (один из двух в Ульяновске) «Верхняя Терраса».

## Галерея

.Памятник «Подвигам шофёров всех поколений».
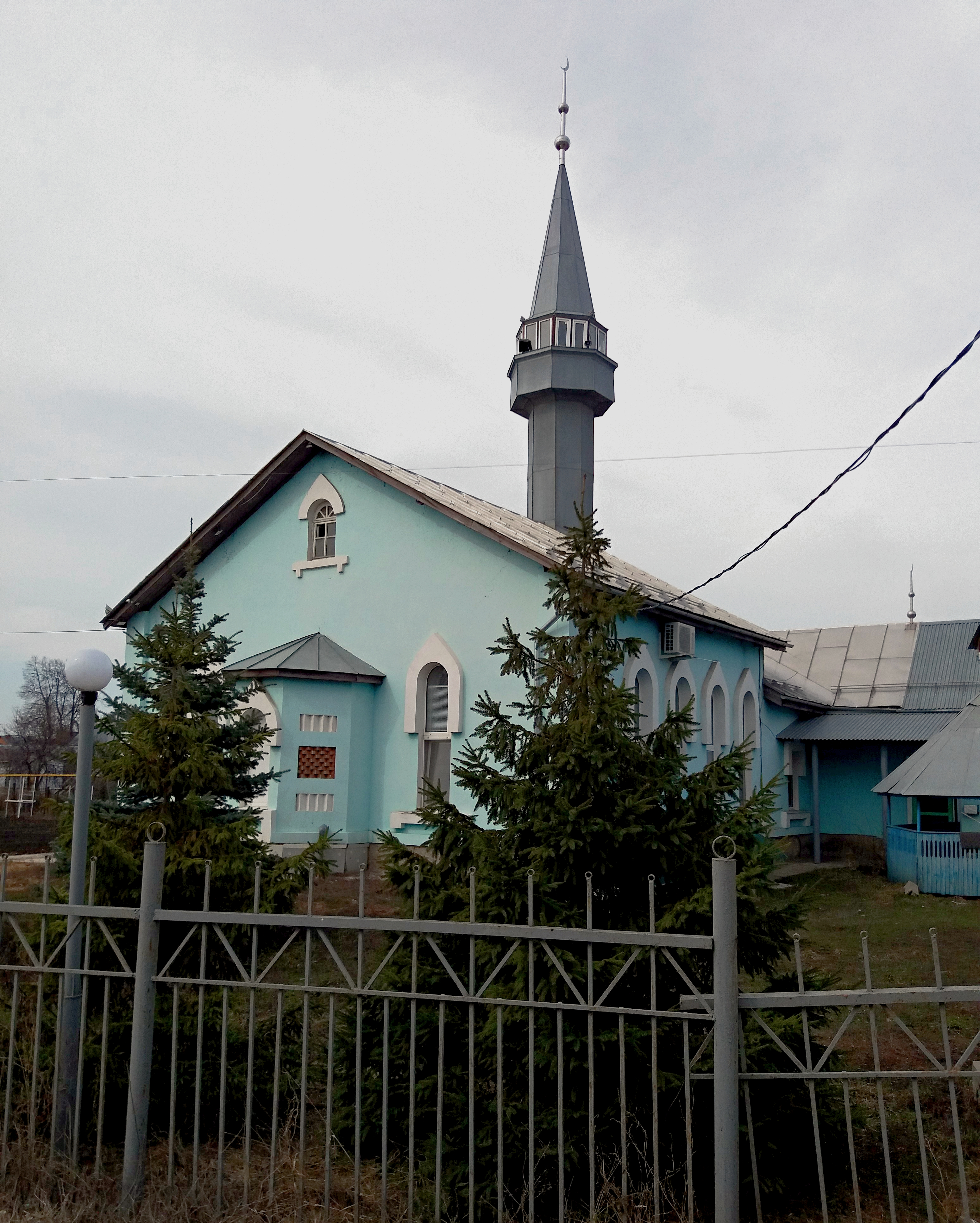
Мечеть «Мубарак».
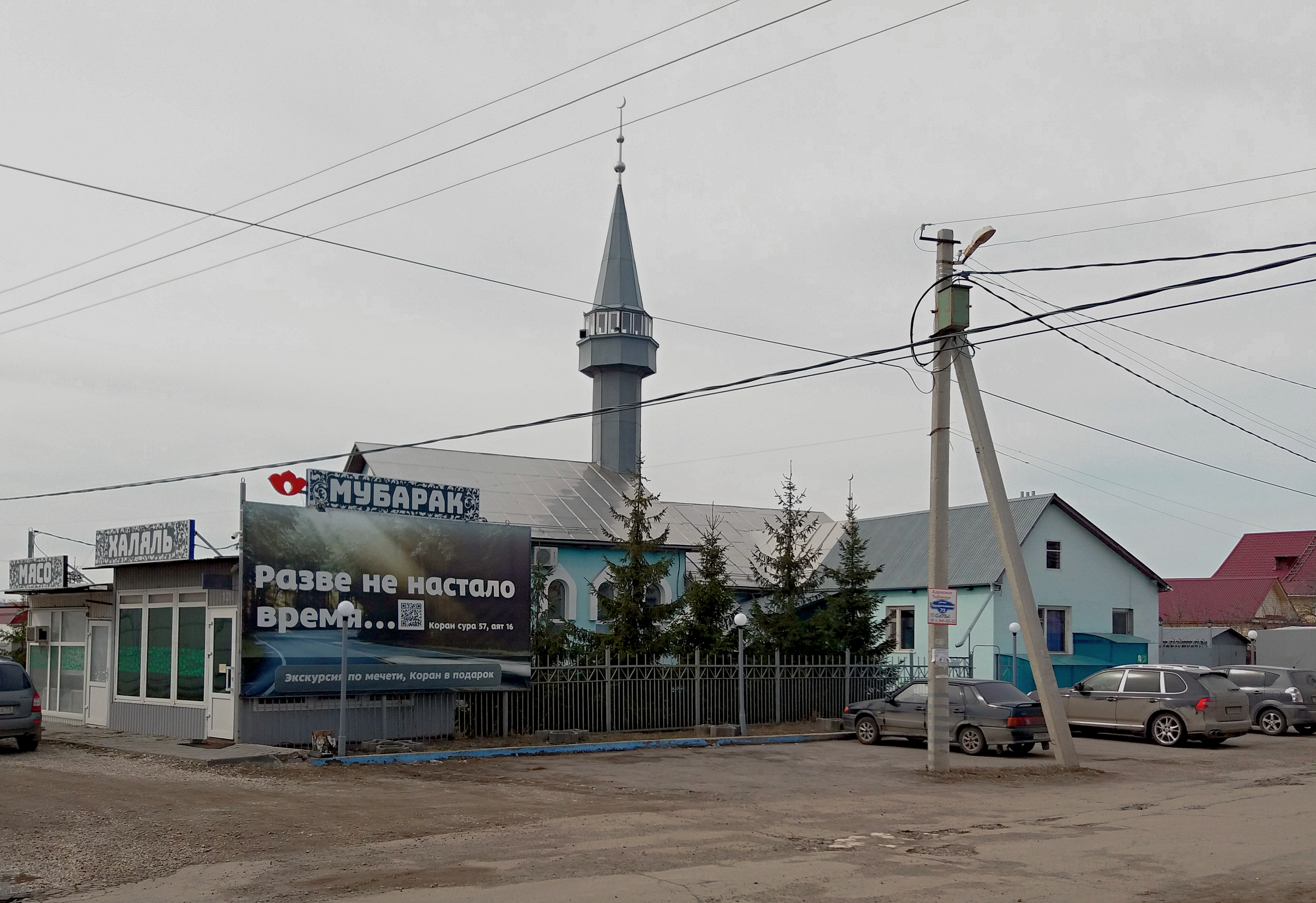
Мечеть «Мубарак».
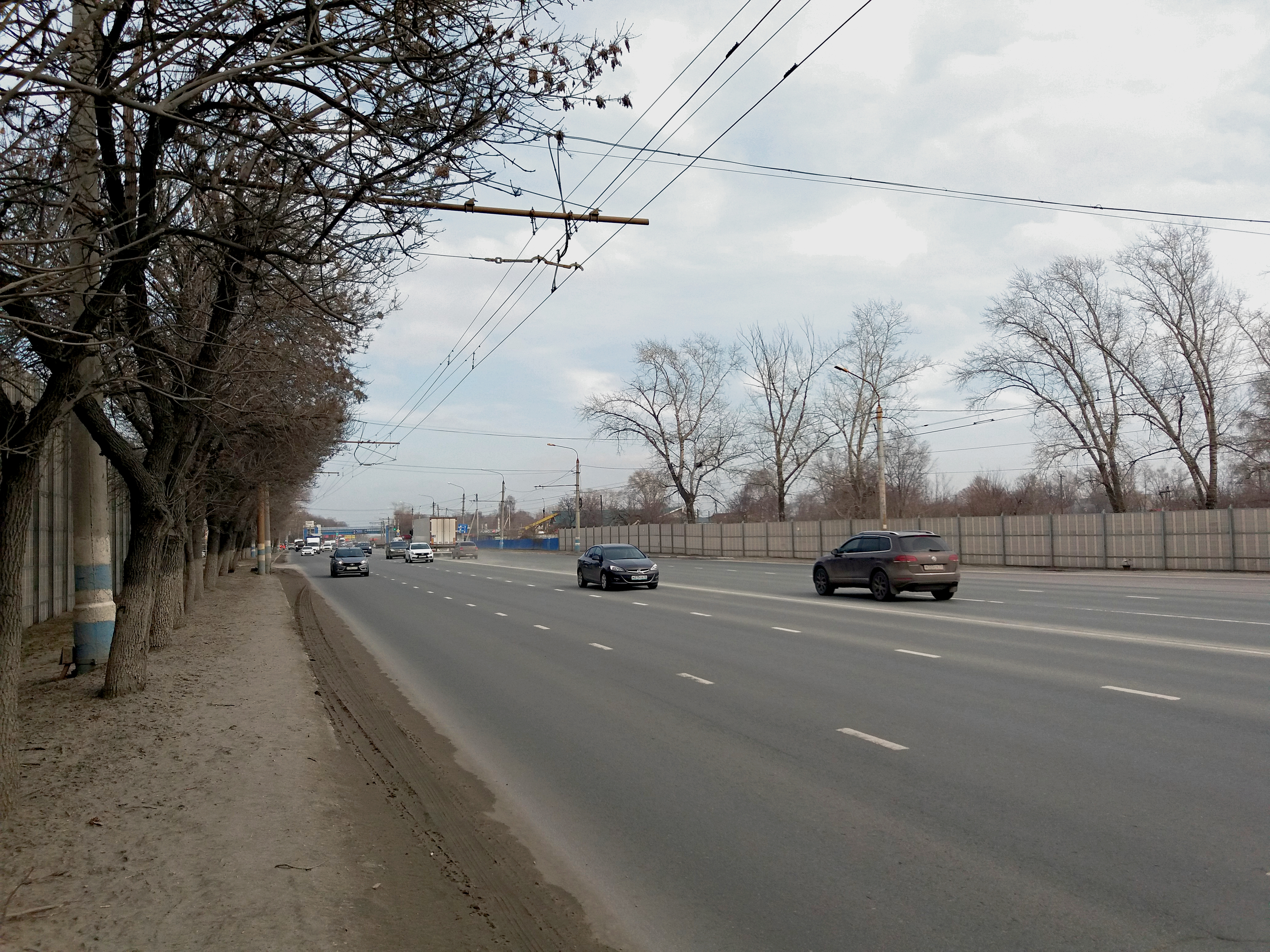
Димитровградское шоссе.
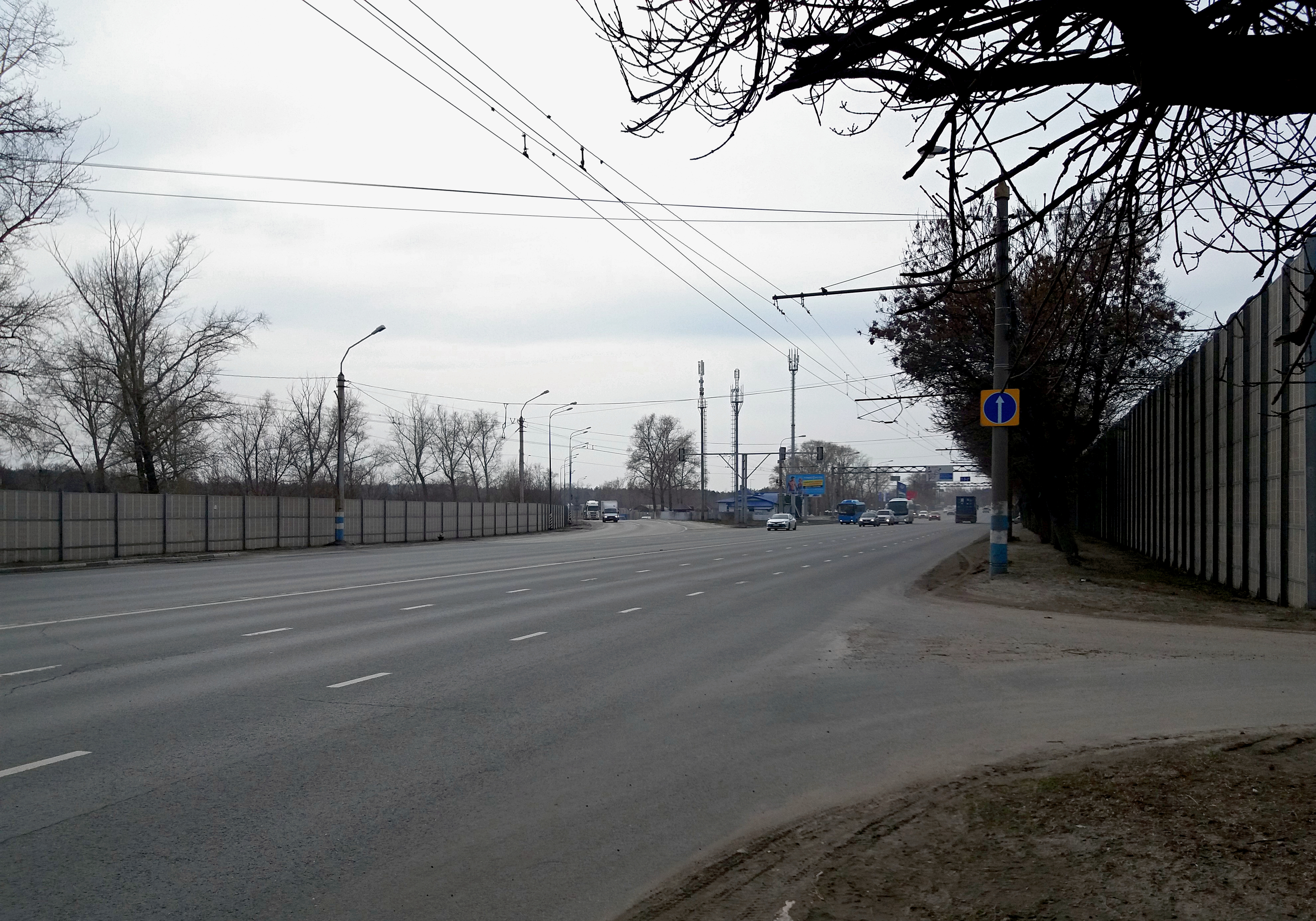
Димитровградское шоссе - заезд с трассы Р-241 (транспортная развязка).
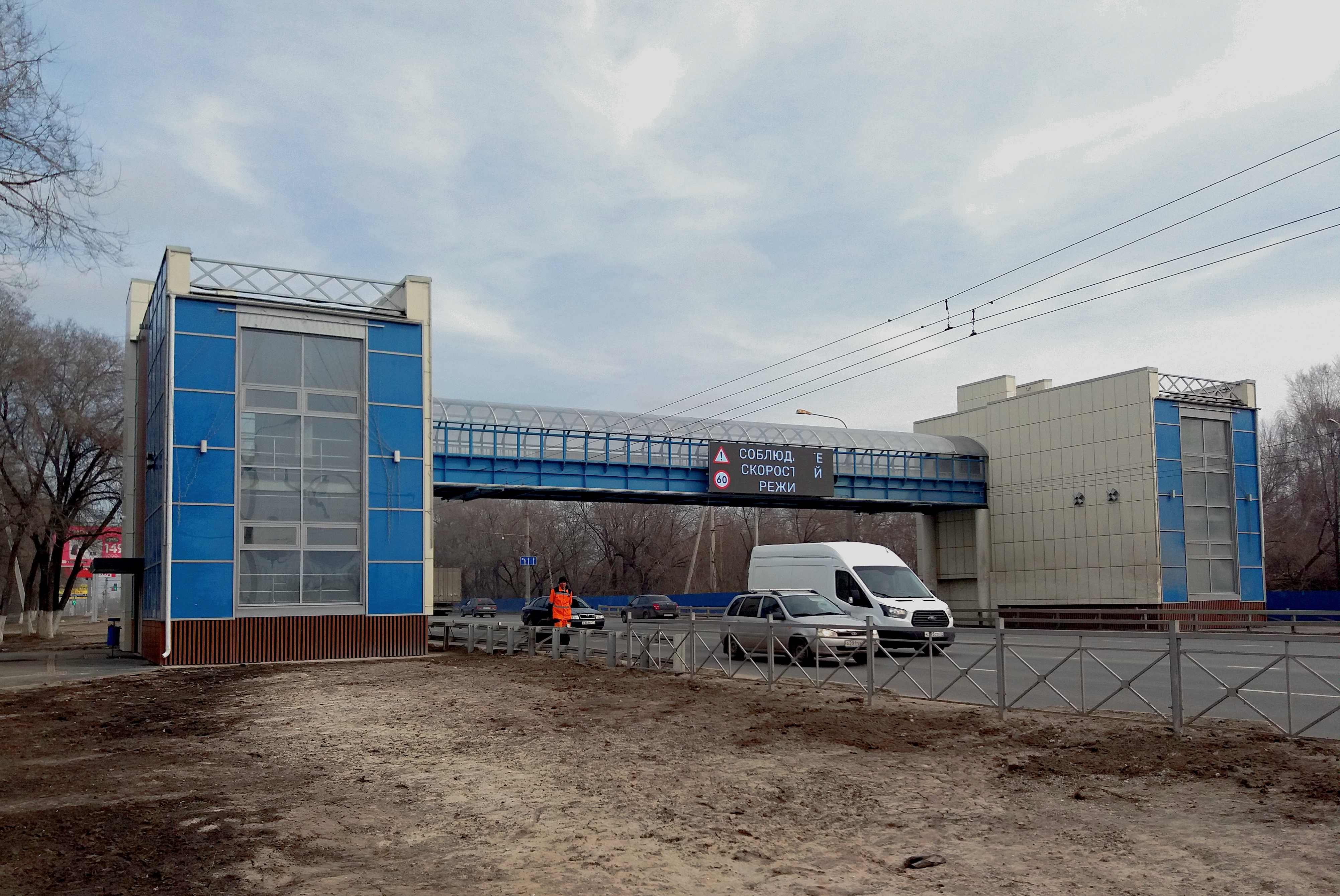
Димитровградское шоссе (надземный переход).
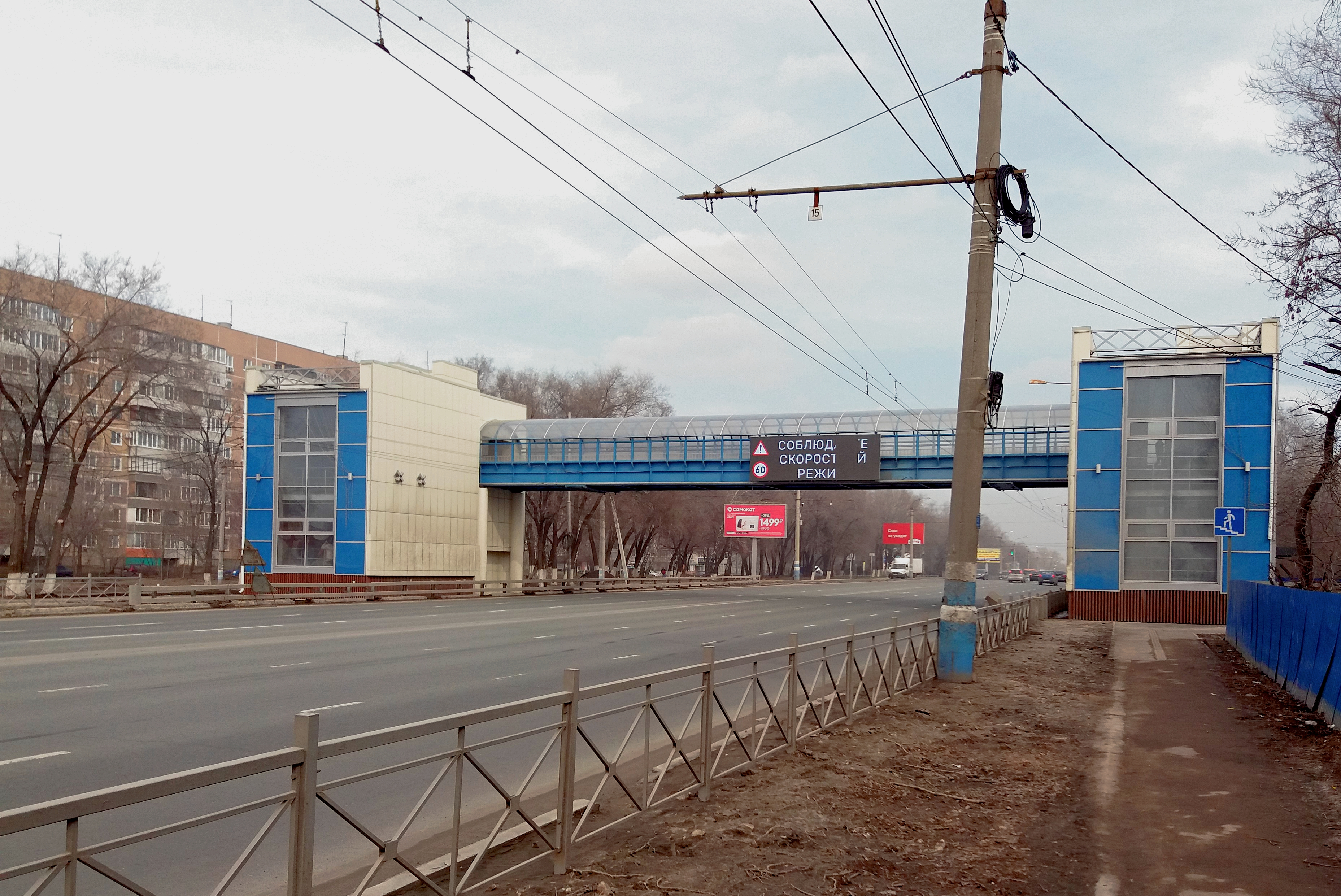
Димитровградское шоссе (надземный переход).
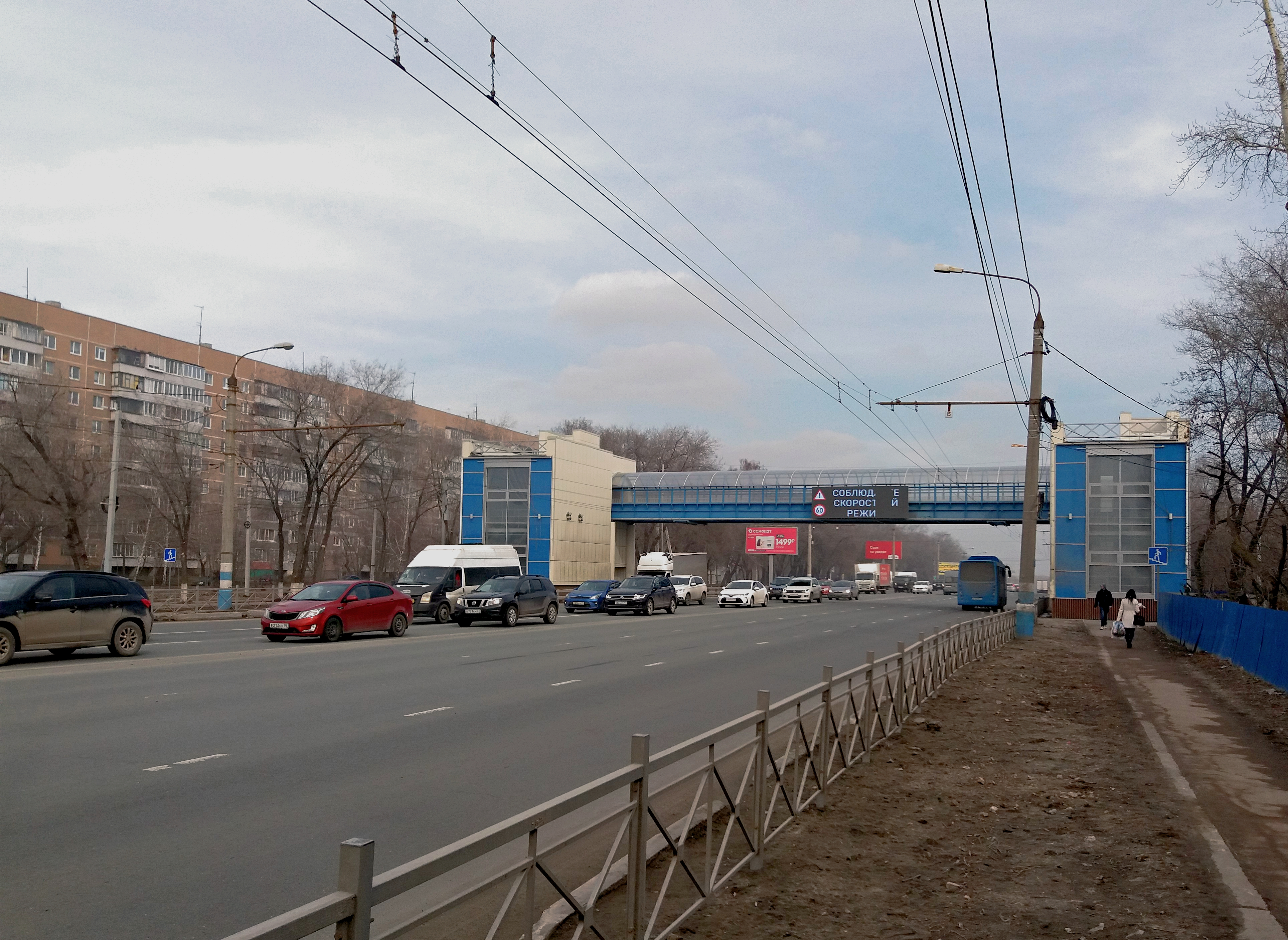
Димитровградское шоссе (надземный переход).
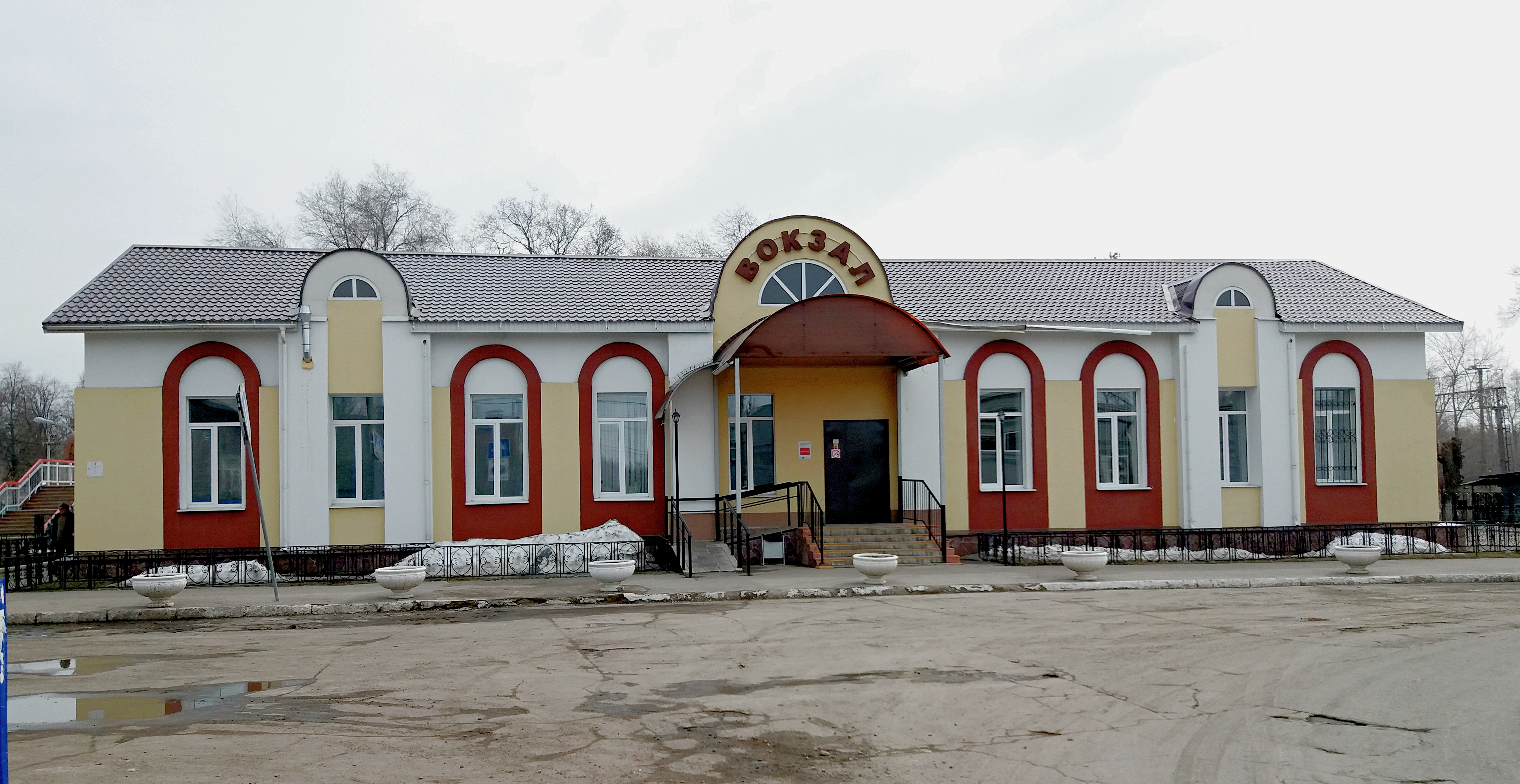
Ж-д вокзал "Верхняя Терраса".
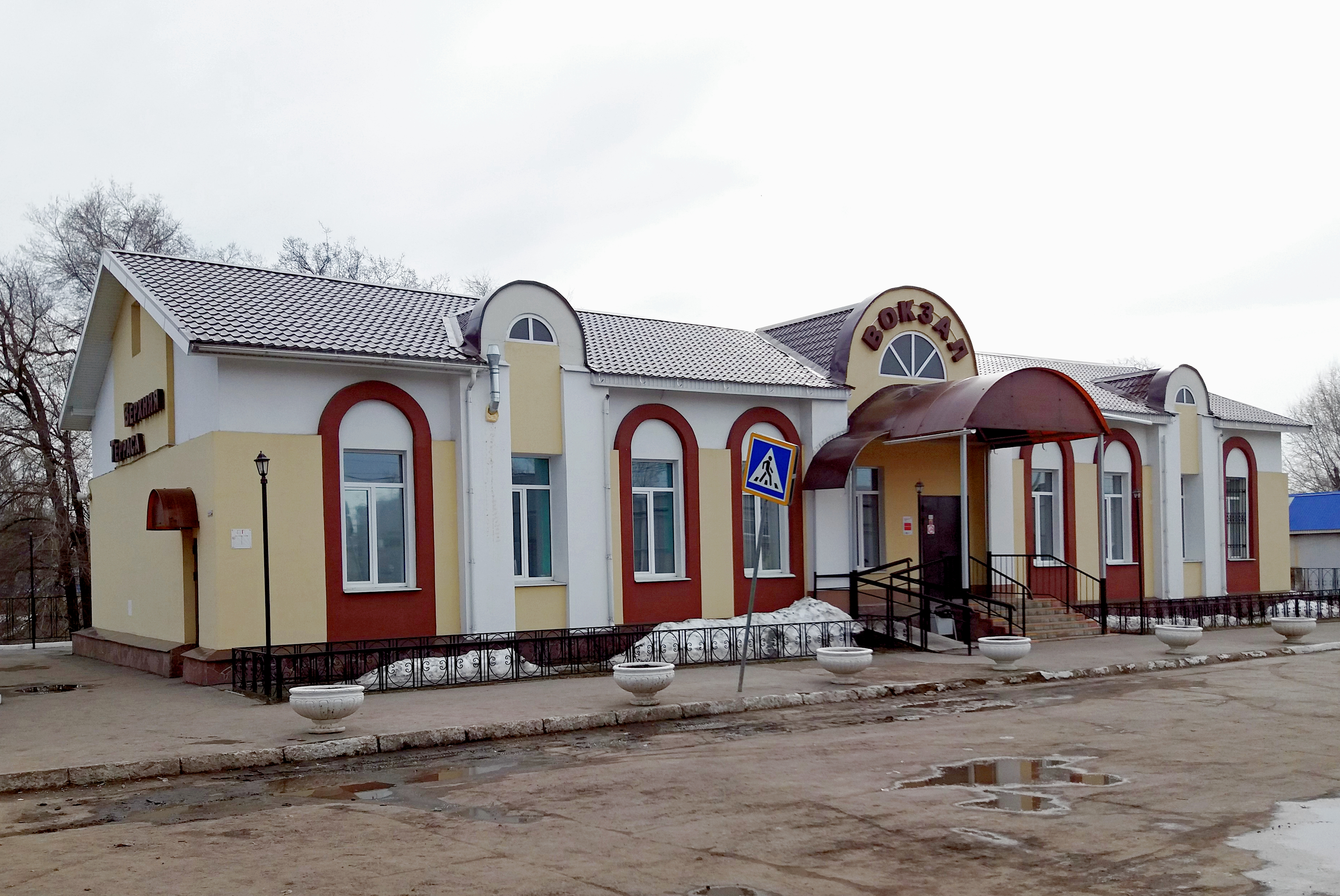
Ж-д вокзал «Верхняя Терраса».
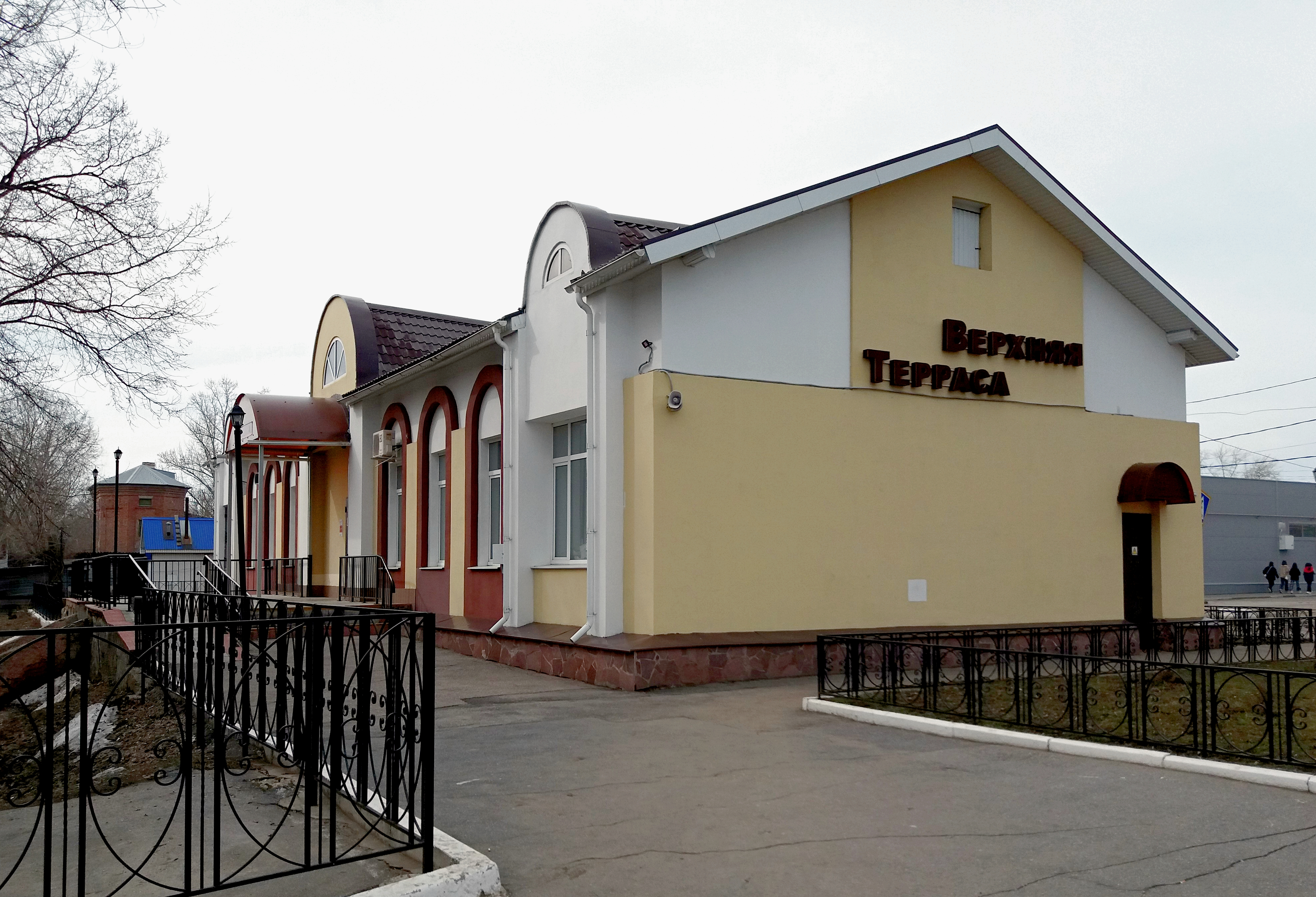
Ж-д вокзал «Верхняя Терраса».
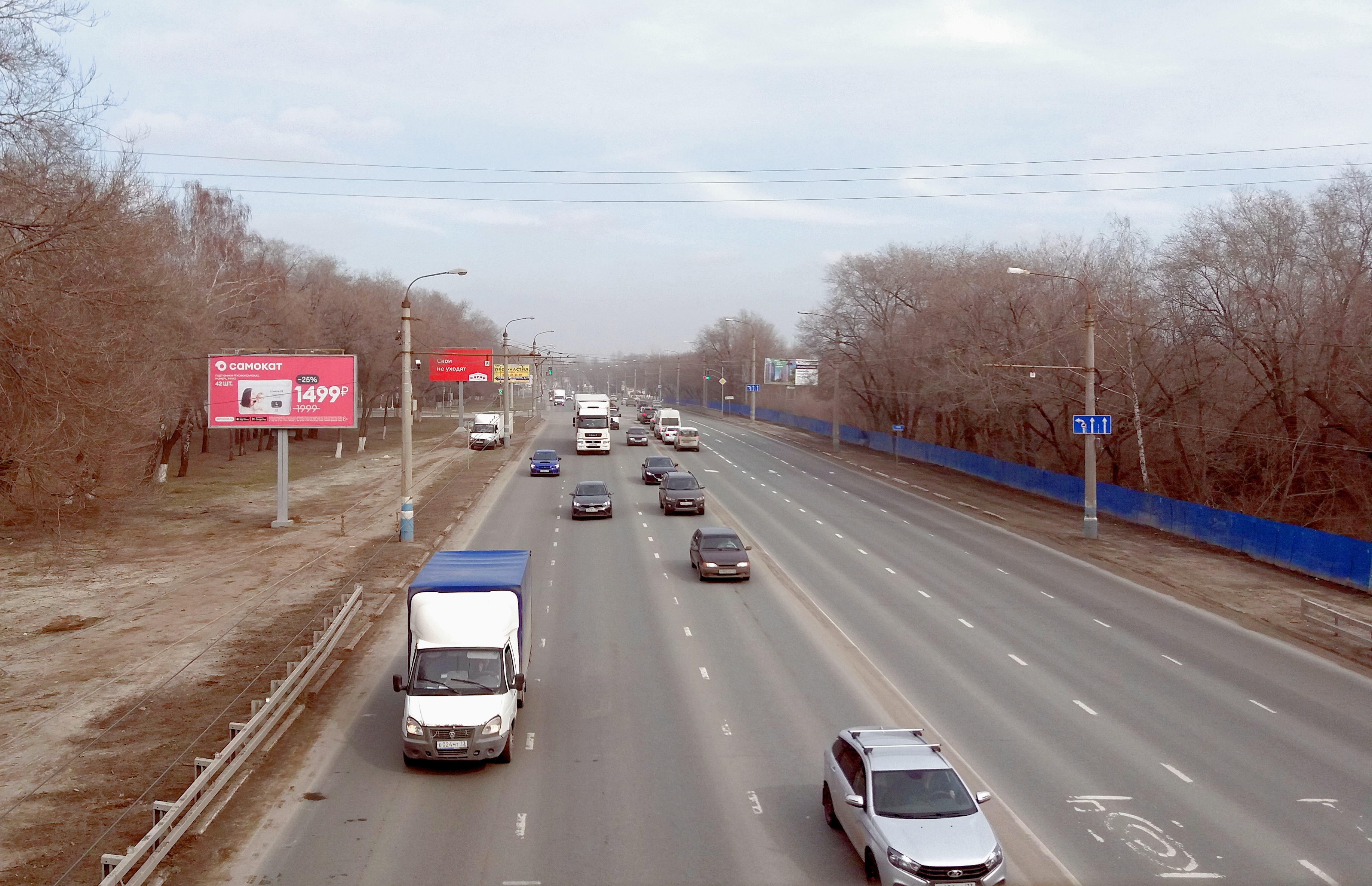
Димитровградское шоссе.
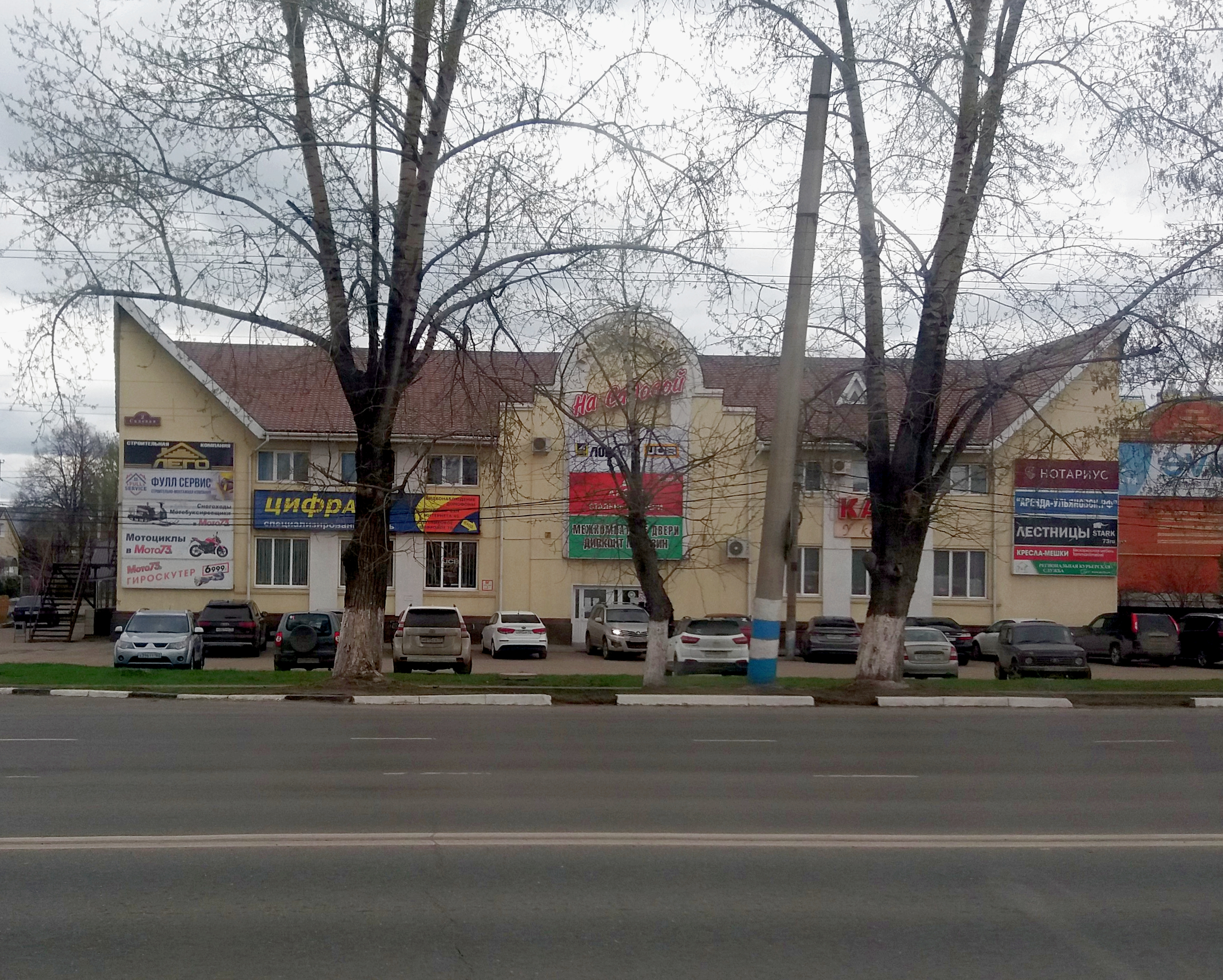
Торговый дом «На Садовой».
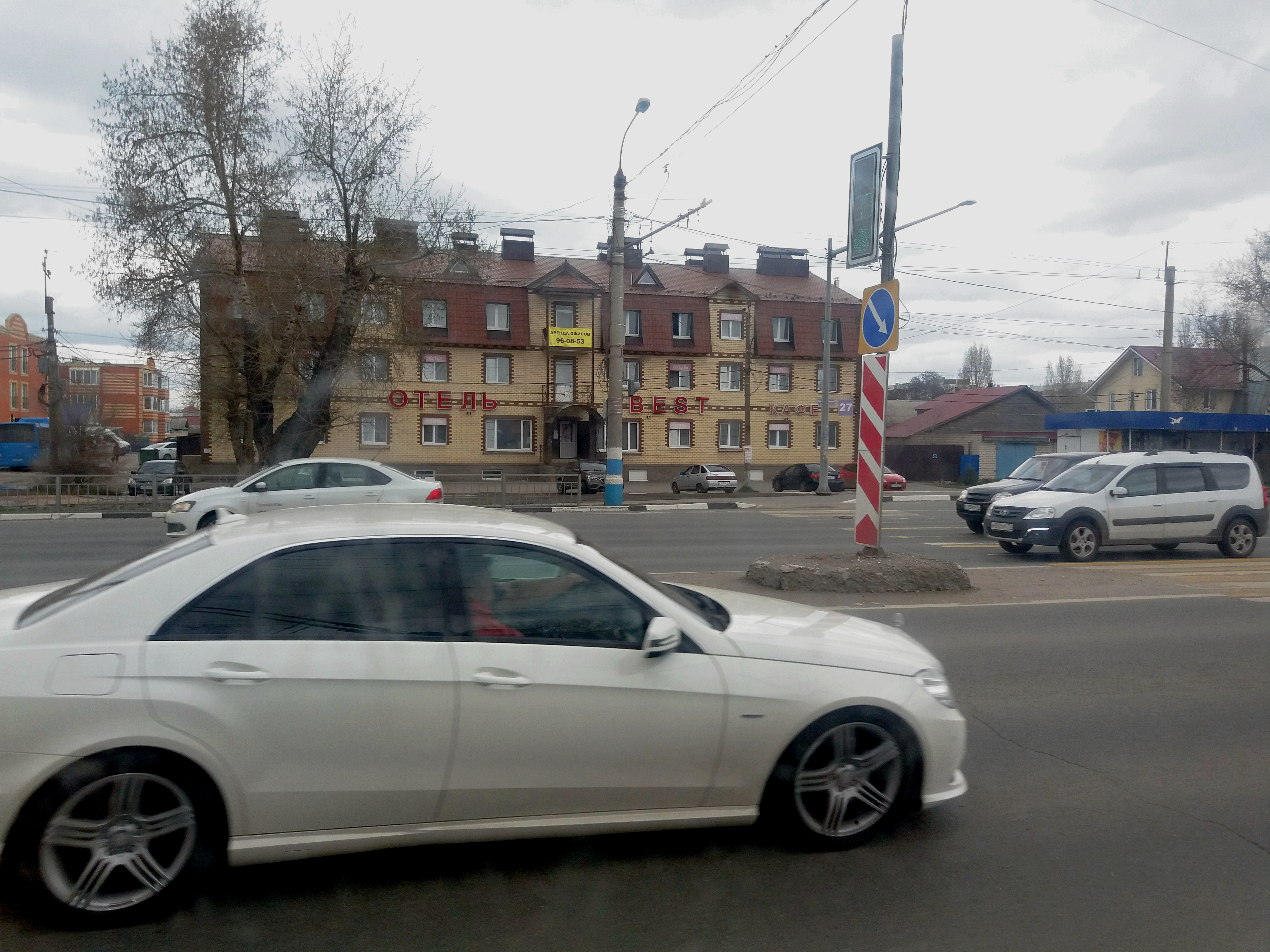
Отель «Best».
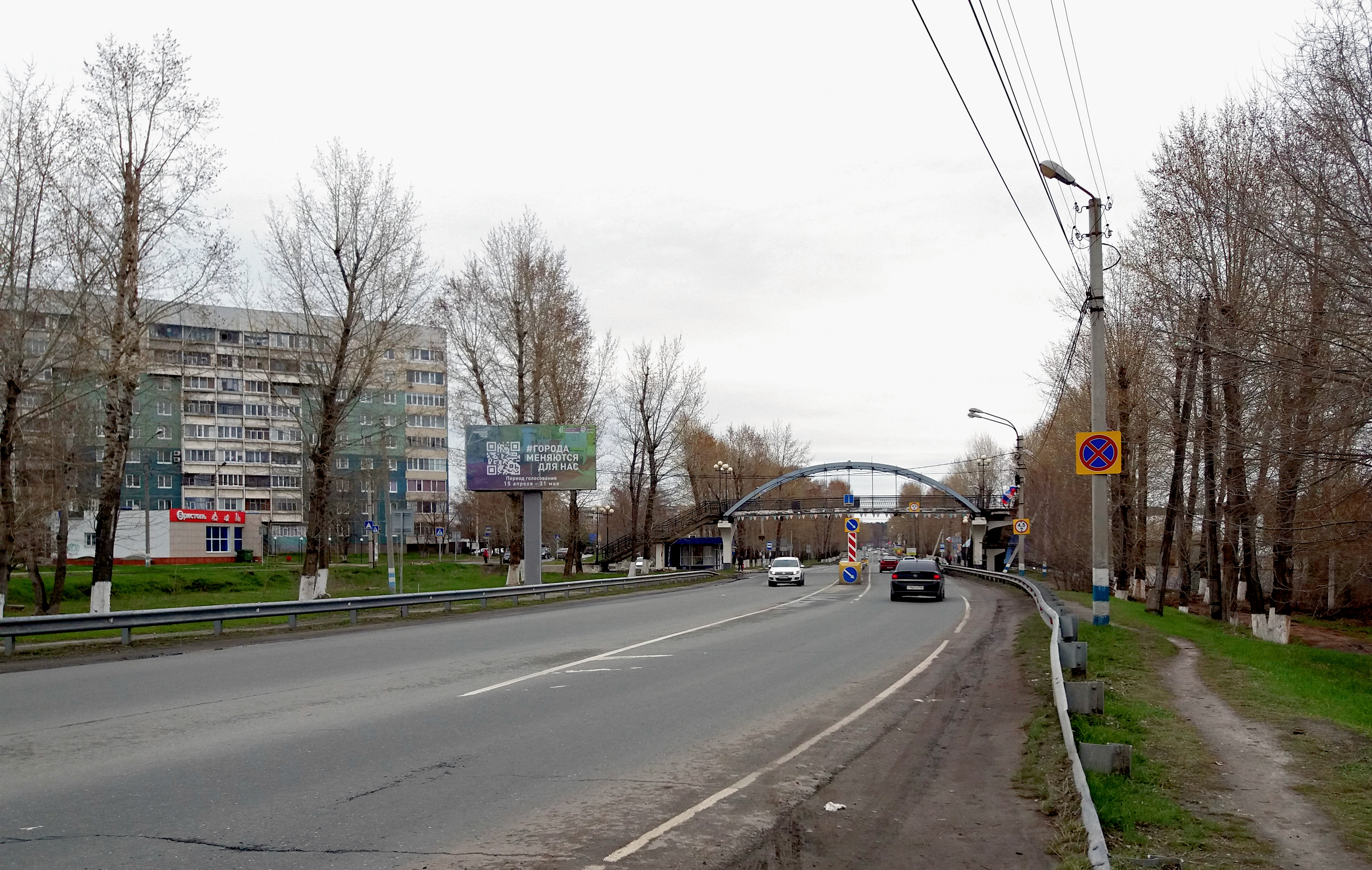
Димитровградское шоссе.
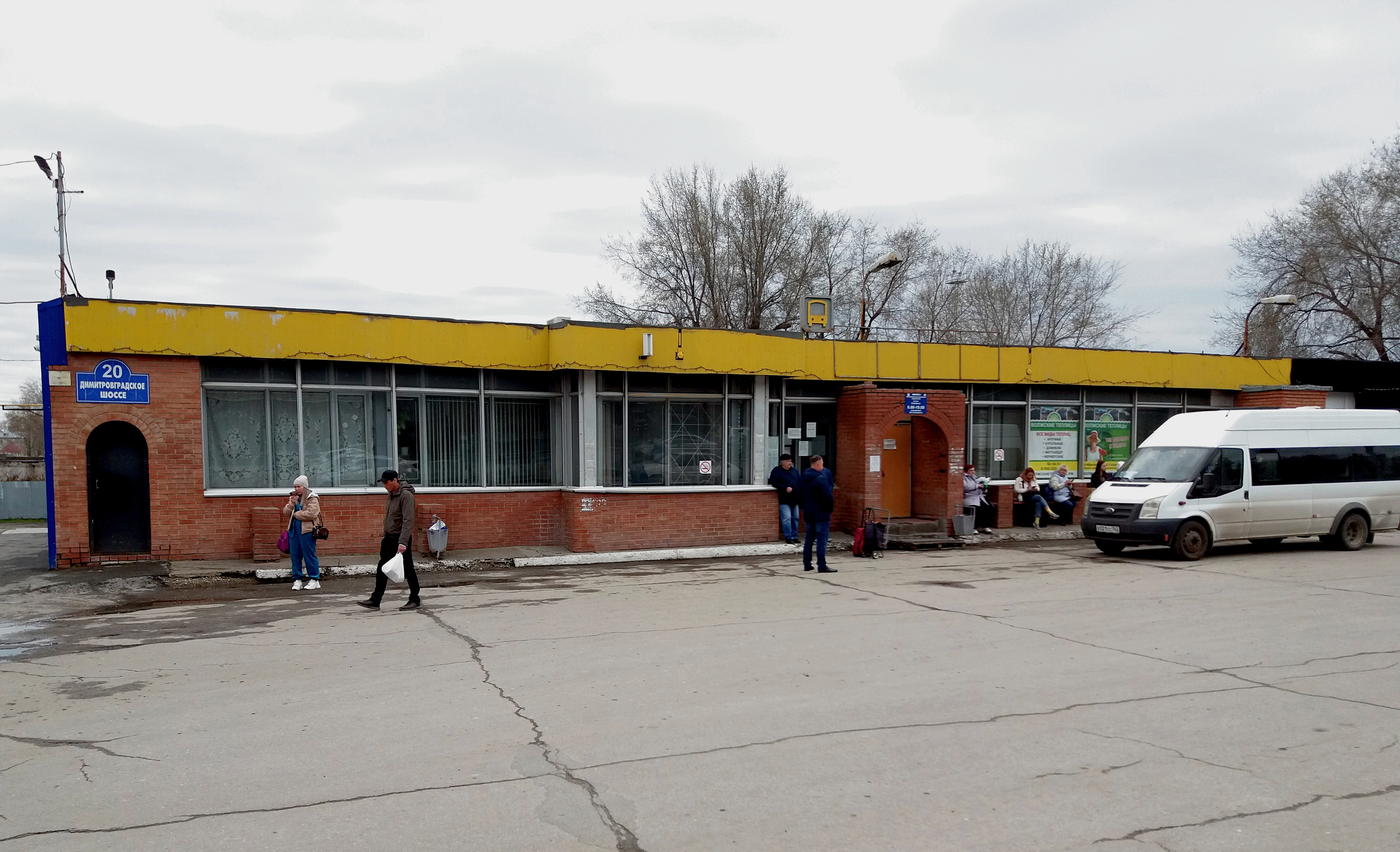
Междугородняя автостанция «Заволжье».
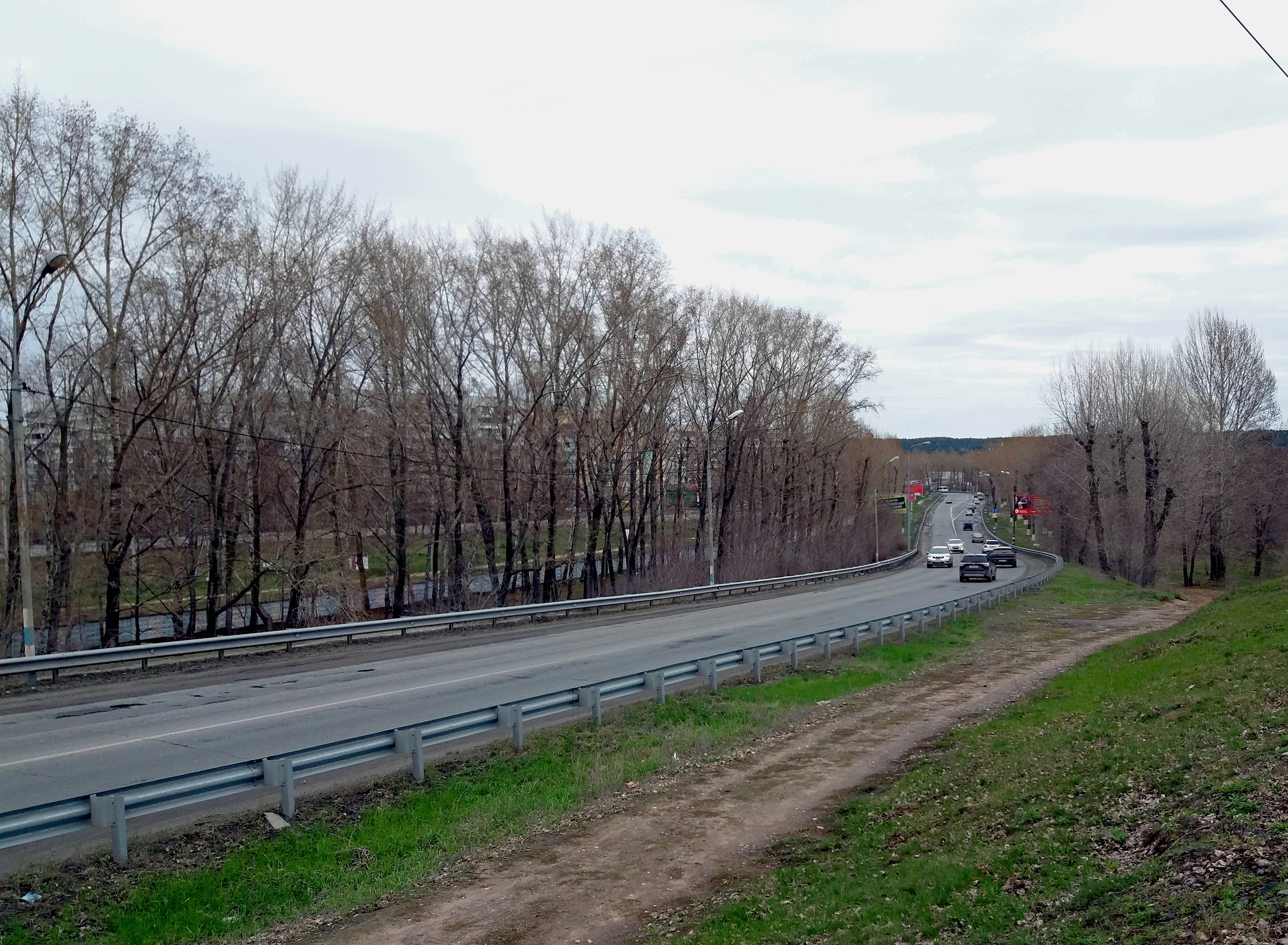
Димитровградское шоссе. Спуск с Императорского моста.
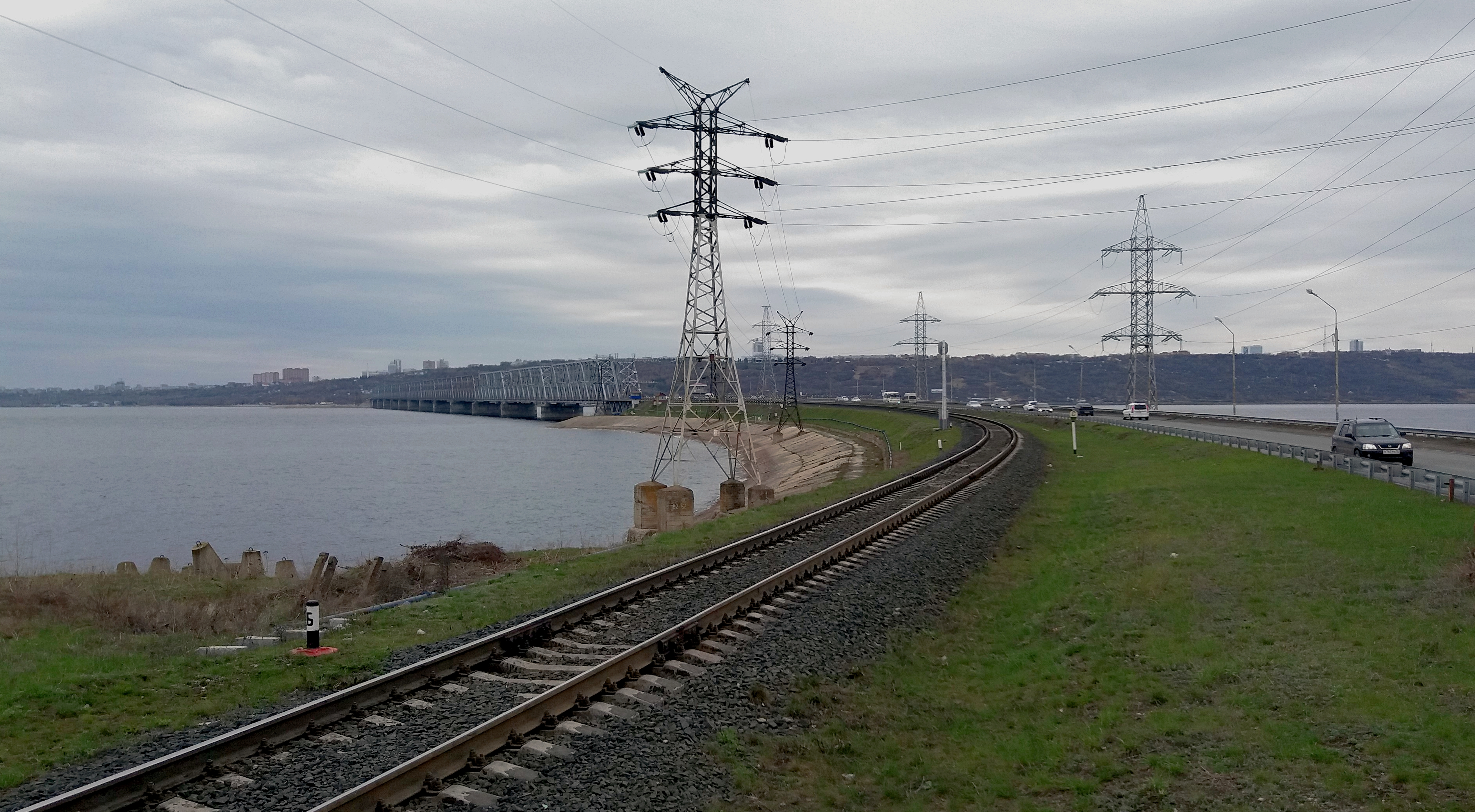
Императорский мост - начало Димитровградского шоссе.
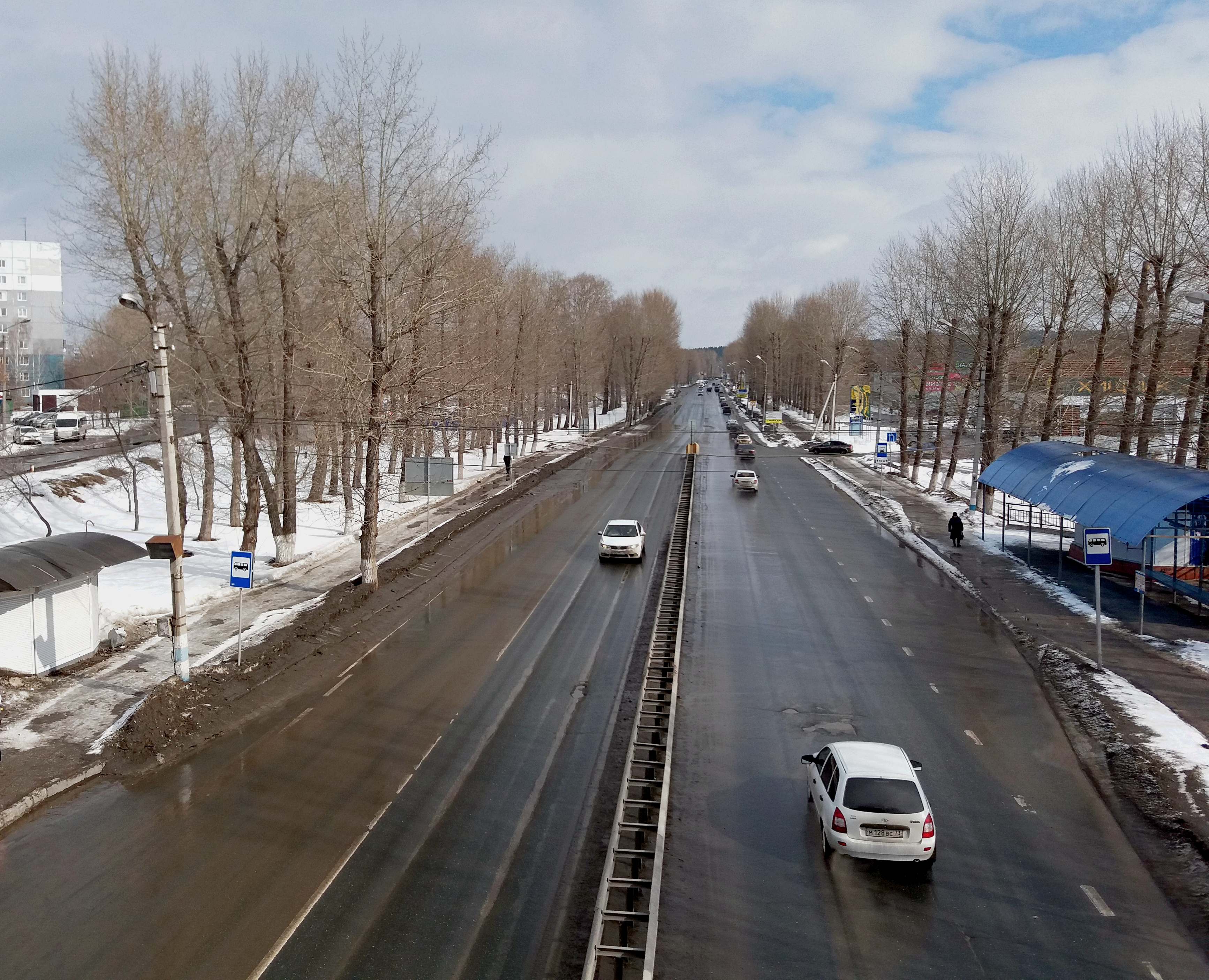
Участок Димитровградского шоссе на Нижней Террасе.
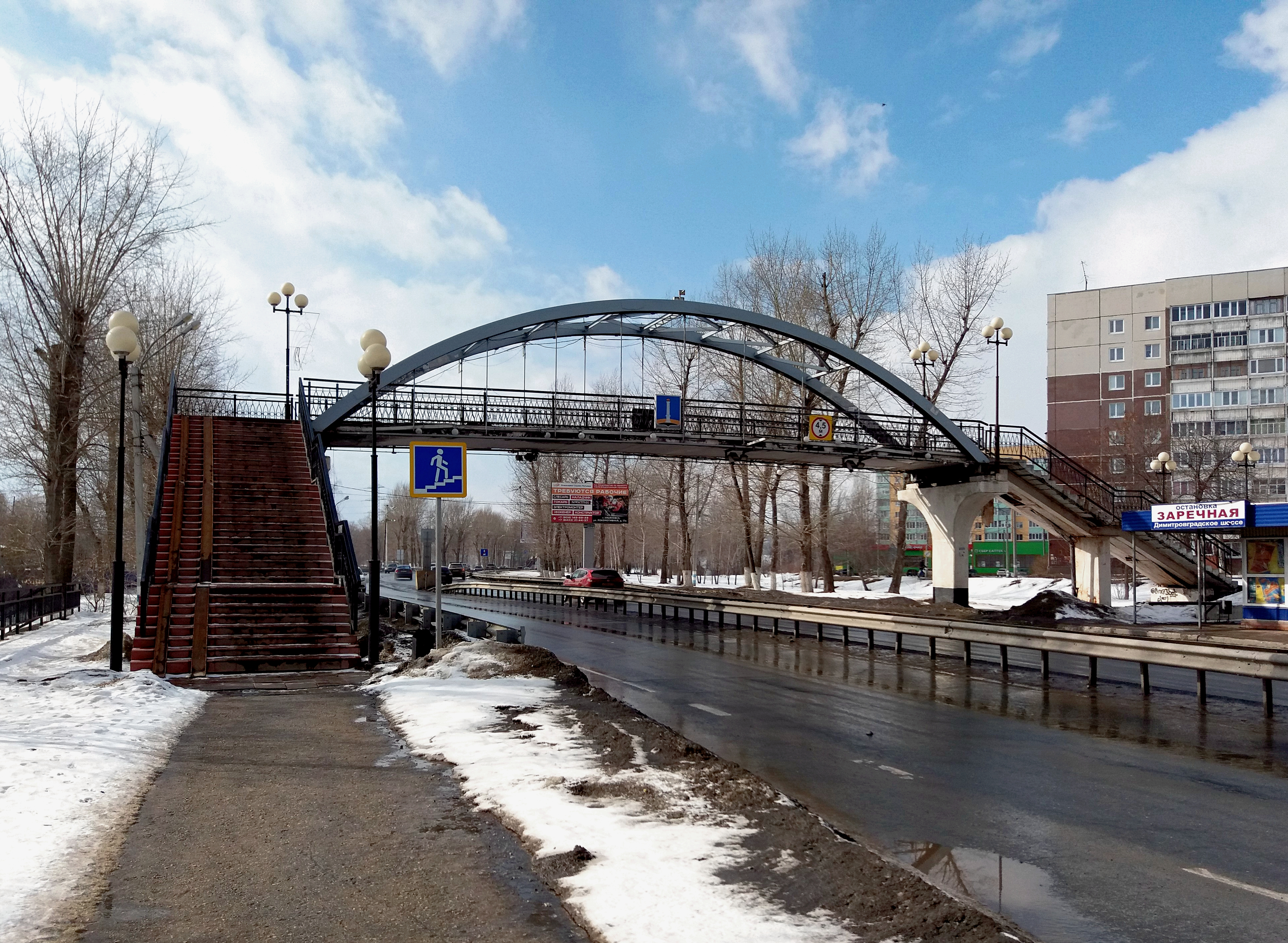
Надземный пешеходный переход на Нижней Террасе.
Памятник «Подвигам шофёров всех поколений».
Часовня Спаса Нерукотворного Образа на Димитровградском шоссе.